# Un giorno credi
Un giorno credi è un brano musicale del 1973 di Edoardo Bennato, composto per la parte musicale dallo stesso Bennato e per il testo da Patrizio Trampetti, musicista e componente del gruppo Nuova Compagnia di Canto Popolare.
Questo brano è stato il primo grande successo di Edoardo Bennato.

## Descrizione

### Genesi
La canzone è stata pubblicata nell'album di debutto Non farti cadere le braccia (1973) e riproposta nel successivo I buoni e i cattivi (1974). Insieme alla precedente Lei non è qui... non è là (testo e prima performance: Bruno Lauzi), è considerata tra le canzoni più apprezzate dell'album e del cantautore.

### Testo e significato
e di essere un grande uomo,

in un altro ti svegli e devi 

cominciare da zero»
(Patrizio Trampetti - Un giorno credi)
L'anno prima, a seguito della partenza della sua Roberta, che viveva a Novara e trascorreva le estati a Napoli, e come tutti i primi di settembre partiva con il treno che la riportava in Piemonte, Patrizio Trampetti aveva scritto dei versi che poi sono divenuti il testo della canzone. Il ricordo dell'amore infelice diventa la fatica di vivere. «Quando ti alzi e ti senti distrutto, fatti forza e va incontro al tuo giorno».
Inoltre all'età di dieci anni, una notte Patrizio aveva visto il padre morire per un ictus fulminante. Quell'immagine lo avrebbe perseguitato a lungo. L'incidente. Il giovane e sensibile musicista avrebbe faticato molto per venirne fuori. 
Il testo di «Un giorno credi» era nato all'ombra di queste inquietudini. Delusioni e amarezze non devono diventare un alibi (falsi incidenti) per smettere di guardare avanti. Nemmeno se ti alzi e ti senti distrutto. Nemmeno se ti senti già vecchio e cadente. Nemmeno se ti sembra tutto assurdo, anzi ti sembra di essere «l'assurdo in persona».
La poesia, nata in un appartamento di via Belvedere e inizialmente dedicata al ricordo di un amore sfortunato, in realtà è un inno al riscatto e alla forza che tutti, nei momenti difficili, possiamo trovare dentro di noi per risollevarci e andare incontro alla vita. 

## Musicisti
- Edoardo Bennato – voce, chitarra 12 corde
- Mauro Malavasi - tromba
- Roberto De Simone – arrangiamento, direzione archi
- Fulvio Monieri[5] – basso
- Michele Capogrosso[5] – batteria

## Altre versioni
- Nel 1996 Bennato ha inciso una nuova versione della canzone in chiave classica, accompagnato dal Solis String Quartet, includendola nell'album Quartetto d'archi. Il brano è stato poi remixato nel 2001 dal deejay Gigi D'Agostino, con la collaborazione dello stesso Bennato.
- Nel 2005 è stato pubblicato da Trampetti nel suo album Un giorno credi.
- Nel 2014 Federico Fiumani aveva inserito il brano nel suo album Un ricordo che vale dieci lire.
- Sempre nel 2014 è stato reinterpretato da Francesco Renga insieme a Francesco Silvestre durante il Festival di Sanremo nella serata dedicata alle cover.
- Nel 2017 è stato reinterpretato da Alessio Bernabei durante il Festival di Sanremo nella serata dedicata alle cover.
- Nel 2020 Bennato realizza una nuova versione per il suo nuovo album Non c’è.